# Keith McDaniel
Keith McDaniel (Chicago, 29 marzo 1956 – Los Angeles, 2 gennaio 1995) è stato un danzatore statunitense, primo ballerino dell'Alvin Ailey American Dance Theater.

## Biografia
Figlio di Vernon McDaniel, Keith McDaniel è stato primo ballerino dell'Alvin Ailey American Dance Theater dal 1975 al 1983, durante i quali si affermò come uno dei ballerini preferiti di Alvin Ailey, che creò numerosi ruoli appositamente per lui. 
Dopo aver lasciato la compagnia, McDaniel si trasferì a Los Angeles e lavorò in diversi film e programmi televisivi. Inoltre danzò in diverse edizioni dei premi Oscar e nei music video delle cantanti Paula Abdul, Brenda Russell e Glenn Frey.
Non abbandonò mai del tutto il teatro e recitò a Broadway nei musical Leader of the Pack (1985) e Kiss of the Spider Woman (1993).
Dichiaratamente omosessuale, era impegnato in una relazione con Matt Tapscott al momento della sua morte, causata dall'AIDS nel 1995.

## Filmografia parziale
- Leonard salverà il mondo (Leonard Part 6), regia di Paul Weiland (1987)
- Moonwalker, regia di Jerry Kramer e Colin Chilvers (1988)
- Spiagge (Beaches), regia di Garry Marshall (1988)
- Great Balls of Fire! - Vampate di fuoco (Great Balls of Fire!), regia di Jim McBride (1989)
- Cattive compagnie (Bad Influence), regia di Curtis Hanson (1990)
- Basic Instinct, regia di Paul Verhoeven (1992)
- La morte ti fa bella (Death Becomes Her), regia di Robert Zemeckis (1992)